# Metaltella iheringi
Metaltella iheringi är en spindelart som först beskrevs av Eugen von Keyserling 1891.  Metaltella iheringi ingår i släktet Metaltella och familjen Amphinectidae. Inga underarter finns listade i Catalogue of Life.